# 巴利克拉拉
巴利克拉拉，是西班牙加泰罗尼亚塔拉戈纳省的一个市镇。总面积13平方公里，总人口123人（2001年），人口密度9人/平方公里。